# Burj al Alam
La Burj Al Alam est un projet de gratte-ciel qui aurait dû être construit à Dubaï aux Émirats arabes unis. Malgré sa hauteur (510 mètres), elle n'aurait pas été la plus haute de la ville : en effet, la Burj Khalifa, inaugurée en 2010, culmine à 828 mètres. La tour a été conçue pour ressembler à une fleur de cristal. Une fois construite, elle aurait fait partie des plus hauts gratte-ciel du monde de son époque.
La Burj Al Alam devait, au départ, s'appeler Fortune 101 puisqu'elle comportait 101 étages et devait se trouver sur la Dubaï Marina. Mais quelques modifications ont été apportées : sa place a changé et elle sera construite sur la Business Bay, son nom est devenu Burj Al Alam ou The World Tower et on lui a ajouté 8 étages. 74 aurait été consacrés à des bureaux et 27 à l'hôtel. Une partie de l'hôtel 5 étoiles devait contenir les plus hautes chambres d'hôtel au monde.
La construction, qui a débuté le 12 novembre 2006, devait être achevée en 2009 ; mais le projet a connu des retards de paiement des investisseurs en raison de la crise financière mondiale. La construction a été mise en attente juste après la fin des travaux sur la fondation. Un rapport établi en 2009, moment où lequel le principal entrepreneur de la construction n'avait pas encore été choisi, a statué que le projet devrait prendre fin en 2012. Il n'y eut néanmoins plus de signes d'activité depuis cette date, ou d'autres déclarations sur l'avancement du projet. En mai 2013, une vue satellite du site révèle que la fosse creusée pour les fondations a été remplie.
Depuis 2012, le site web officiel de la tour a expiré et n'est plus consultable.